# 阿爾夫斯堡鎮區 (明尼蘇達州錫布利縣)
阿爾夫斯堡鎮區（英語：Alfsborg Township）是位於美國明尼蘇達州錫布利縣的一個行政鎮區。

## 歷史
阿爾夫斯堡區於1869年1月26日成立，得名自瑞典的艾爾夫斯堡省。

## 地方資料
阿爾夫斯堡鎮區的面積為91.19平方千米，當中陸地面積為91.02平方千米，而水域面積為0.17平方千米。根據2020年美國人口普查的數據，當地共有人口285人，而人口密度為每平方千米3.13人。